# 阿日哈嘎
阿日哈嘎也作阿尔哈嘎，是位于中国内蒙古自治区通辽市扎鲁特旗境内的的一个内流咸水湖，地处乌额格其牧场林业分场东北约1.5千米。湖面海拔203米，湖长1.7千米，最大湖宽0.8千米，平均湖宽0.6千米，面积约1.0平方公里。